# Gloria LeRoy
Gloria Jacqueline LeRoy (Bucyrus, 7 novembre 1925 – Los Angeles, 26 maggio 2018) è stata un'attrice caratterista statunitense.
Ha avuto una carriera molto varia, con numerosi ruoli nel cinema, in televisione e nel teatro. La sua carriera cinematografica è iniziata dopo che Norman Lear la notò sul palco e la scritturò per il ruolo di Mae Harris nel film Quella notte inventarono lo spogliarello (1968). In seguito ha interpretato la voluttuosa Mildred "Boom Boom" Turner nella sitcom degli anni '70 Arcibaldo. Nel 2009 LeRoy è apparsa nella quinta stagione di Desperate Housewives nel ruolo di Rose Kemper, e nel 2010 è apparsa in Shameless come la  zia Ginger Gallagher.

## Biografia
LeRoy nacque nel 1925 a Bucyrus, in Ohio, dalla coppia di attori di vaudeville Loletta e Russell Leroy. Quando era una ragazzina la famiglia si trasferì a New York. Qui avevano una scuola di danza nella quale studiarono lei e suo fratello Kenneth. Questi continuò a recitare a Broadway come ballerino e cantante e fu il primo Bernardo in West Side Story mentre, all'età di 17 anni, Gloria si esibì a Broadway nello spettacolo del 1943 Artists and Models con Jackie Gleason. La sua carriera iniziò nei night club come ballerina e cantante per l'impresario Lou Walters, padre dell'anchorwoman Barbara Walters, al Latin Quarter, night club a New York. In seguito fu la protagonista di Nouvelle Eve, spettacolo di cabaret di importazione parigina, all'Hotel El Rancho Vegas, un hotel e casinò a nord della Las Vegas Strip, dal 1951 al 1952.
LeRoy è morta a Los Angeles, California, il 26 maggio 2018, all'età di 92 anni.

## Filmografia parziale

### Cinema
- Quella notte inventarono lo spogliarello (The Night They Raided Minsky's), regia di William Friedkin (1968)

### Televisione
- Arcibaldo (All in the Family) – serie TV, 4 episodi (1972-1978)
- Kazinsky (Kaz) – serie TV, 23 episodi (1978-1979)
- La famiglia Bradford (Eight is Enough) - serie TV, episodio 3x13 (1978)
- E.R. - Medici in prima linea (E.R.) - serie TV, episodio 3x10 (1996)
- Febbre d'amore (The Young and The Restless) - soap opera, 15 episodi (1998)
- Dharma & Greg - serie TV, episodio 4x22 (2001)
- Frasier - serie TV, episodio 8x23 (2001)
- Malcolm - serie TV, 2 episodi (2002, 2006)
- Tutto in famiglia (My Wife and Kids) - serie TV, episodio 5x03 (2004)
- Drake & Josh - serie TV, episodio 2x12 (2004)
- Desperate Housewives – serie TV, episodi 5x18, 5x20 (2009)
- Shameless - serie TV, 2 episodi (2011-2012)
- Getting On - serie TV, 2 episodi (2015)

## Doppiatrici italiane
Nelle versioni in italiano delle opere in cui ha recitato, Gloria LeRoy è stata doppiata da:
- Flaminia Jandolo in Quella notte inventarono lo spogliarello
- Rosalinda Galli ne La famiglia Bradford
- Angiolina Quinterno in Dharma & Greg